# Mendiola (Escoriaza)
Mendiola es una entidad de población española del municipio de Escoriaza, perteneciente a la provincia de Guipúzcoa, en la comunidad autónoma del País Vasco.

## Historia
Hacia mediados del siglo XIX, el lugar, una anteiglesia perteneciente a Escoriaza, tenía contabilizada una población de 98 habitantes. Aparece descrito en el decimoprimer volumen del Diccionario geográfico-estadístico-histórico de España y sus posesiones de Ultramar de Pascual Madoz de la siguiente manera:

MENDIOLA: anteigl. de la prov. de Guipúzcoa, part. jud. de Vergara (3 leg.), aud. terr. de Burgos, c. g. de las Provincias Vascongadas, dióc. de Calahorra (18), térm. jurisd. de Escoriaza: sit. á la falda del gran monte Zaraya con esposicion al N.; clima frio; la combate el viento N. á causa de su elevada posicion, y se padecen fiebres catarrales. Tiene 17 casas dispersas, igl. parr. dedicada á San Juan Bautista, servida por un beneficiado perpetuo ó con título de cura, de patronato particular; 2 ermitas con las advocaciones de San Jorge y San Juan Ante Portam Latinam, y diferenles fuentes de aguas muy frias y duras, de donde se surten los vec. El térm. que se estiende 1/4 de leg. de N. á S. é igual dist. de E. á O., confina N. Arenaza; E. y S. el monte Zaraya, y O. anteigl. de Arcaraso, y comprende dentro de su jurisd. algunos montes poblados de hayas, robles, castaños, espinos, albures y otros arbustos; teniendo los ganados de este pueblo derecho á pastar en el precitado monte de Zaraya. El terreno es calizo y bastante productivo; le atraviesa un riach. que nace en el monte ya espresado, y reuniéndose con otros contribuye a aumentar el caudal del r. Deba. caminos: los locales, en regular estado: el correo se recibe de Escoriaza. prod.: trigo, maiz, centeno, avena, habas, alubias, manzanas, ciruelas y otras frutas, legumbres y hortalizas; cria de ganado vacuno, lanar, caballar y de cerda; caza de perdices, codornices, tordas y liebres. pobl.: 19 vec., 98 alm. riqueza y contr.: con su ayunt. (V.)
(Madoz, 1848, p. 375)

En 2022, la entidad singular de población tenía empadronados 44 habitantes.

## Patrimonio
En el lugar hay una iglesia bajo la advocación de San Juan Bautista, además de una ermita dedicada a San Juan Ante Portam Latinam.